# Chapelle Notre-Dame-de-la-Garde de Kertugal
 (août 2020).
La chapelle Notre-Dame-de-la-Garde est un édifice religieux de culte catholique construit en 1828, situé à Saint-Quay-Portrieux (Côtes-d'Armor).

## Historique
Une première chapelle sous le vocable de saint Roch s'élevait à cet endroit et fut détruite en 1800. Elle fut reconstruite en 1828, date portée dans la pierre, grâce à l'aide de donateurs et avec le concours de l'abbé Pierre Marc, vicaire, puis recteur de Saint-Quay-Portrieux. Un premier pardon s'y déroula en septembre 1896[réf. nécessaire].
Elle était la propriété de François Jamet qui en fit don au conseil paroissial de l'époque. Le conseil refusa la donation à cause des frais d'entretien trop élevés. Il finit par se porter garant le 21 décembre 1851, mais sans résultat. Elle fut d'ailleurs fermée au public de 1914 à 1924, les murs et la toiture n'offrant plus les garanties de sécurité nécessaire[réf. nécessaire].
La restauration fut entreprise par le clergé et le 24 août 1924, la chapelle rénovée fut bénite par Monseigneur François-Jean-Marie Serrand (1874-1949), évêque de Saint-Brieuc et Tréguie[réf. nécessaire]r.
Cette chapelle présente une forme architecturale peu usitée dans la région, c'est un lieu particulièrement vénéré par les marins hauturiers de retour des bancs de Terre-Neuve ou d'Islande[réf. nécessaire].
Les marins y venaient de jour comme de nuit, seul ou avec leur famille, pieds nus ou à genoux accomplir leurs vœux, remerciant Notre-Dame de les avoir préservé du naufrage. L'abbé Gicquel recteur de Saint-Quay-Portrieux de 1858 à 1864, écrivait dans le Cahier de la Paroisse le 22 décembre 1863 : « Il ne se passe presque pas de jours qu'il n'arrive soit de jour, soit de nuit, à la chapelle de Kertugal, des hommes pour s'acquitter des vœux qu'ils ont faits à Notre-Dame de la Garde, dans les dangers dont Marie les a miraculeusement  délivrés. Dans cette saison le pèlerinage de nuit est très pénible. On voit des hommes qui arrosent le plancher de la chapelle de leurs larmes et de leur sang qui jaillit en abondance de déchirures nombreuses faites aux pieds par les pierres. Ils trouvent dans Cécile Le Saulnier, fille de la Mère Admirable, et sacristine de la chapelle, une bonne Samaritaine, qui de nuit comme de jour, leur offre de l'eau chaude pour se baigneur les pieds, et tous les secours qui sont en son pouvoir, sans attendre d'autres récompenses que celles que le Seigneur et sa Sainte Mère lui réservent dans l'éternité ».
En 1980, il est procédé à un nouvel état des lieux sur les conseils d'un architecte des monuments historiques. La charpente est revue, ainsi que la décoration intérieure et rejointoiement des murs. Depuis 2003 est entreprise la restauration entière de la chapelle et de son mobilier. Elle bénéficie d'un éclairage intérieur et extérieur et sa toiture comporte 14 000 ardoises[réf. nécessaire].

## Description

### Extérieur
Cette chapelle en forme de rotonde, la seule en Bretagne[réf. nécessaire], est édifiée sur un placître surélevé auquel on accède par un escalier en pierre. Cette construction est en moellons de granite apparents, son dôme est coiffé d'un campanile en zinc. Une cloche fut placée dans la lanterne en 1864. On accède à l'intérieur de la chapelle par une porte en plein-cintre, située au sud de l'édifice  avec un oculus, et portant le millésime de sa construction  — 1828 — gravé dans la pierre.

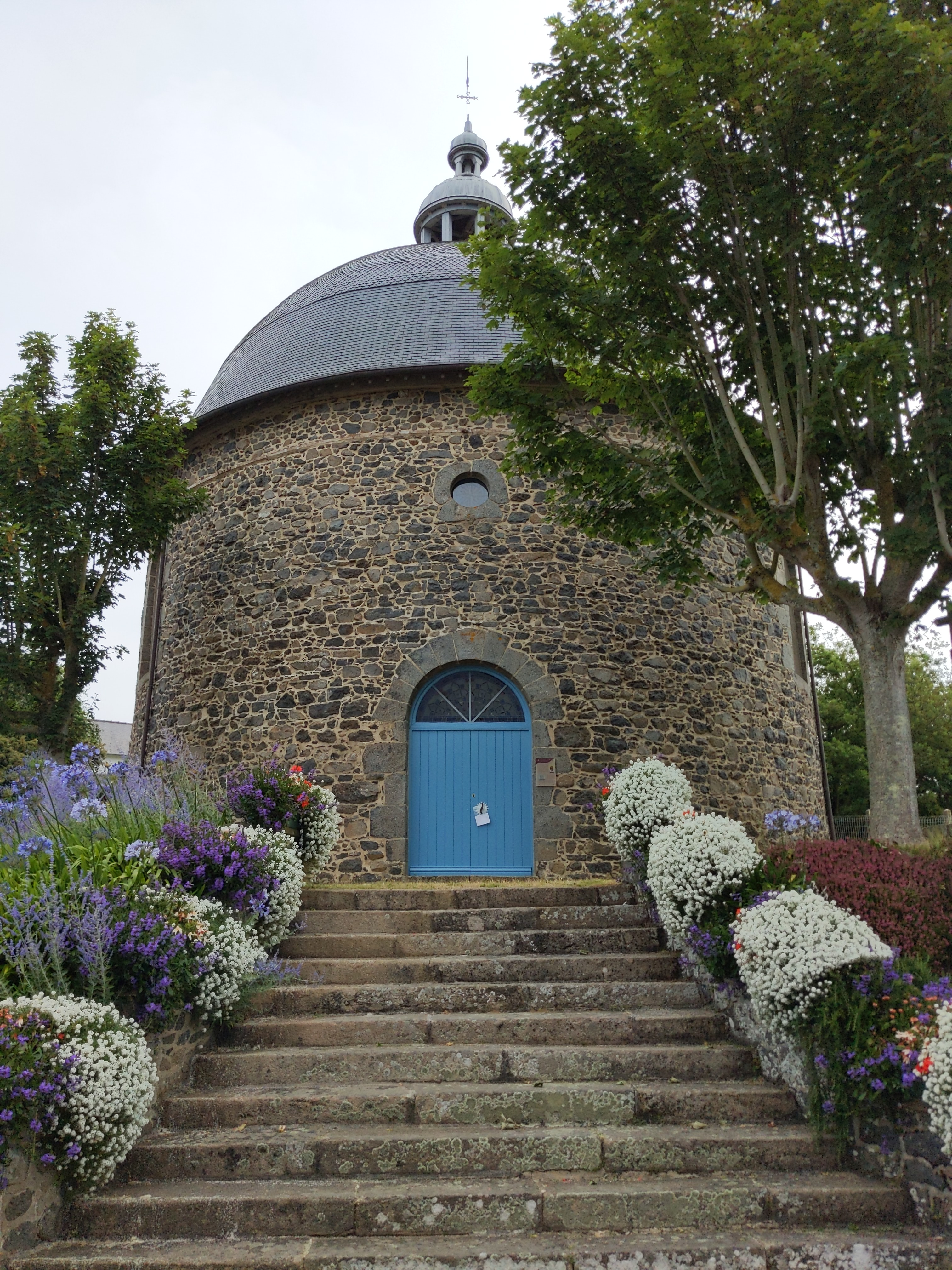

Sur le côté de la chapelle, un calvaire est monté sur un fût hexagonal. 

### Intérieur
La coupole de la rotonde culmine à 22 mètres de hauteur, avec un diamètre de 12,90 mètres. Elle est recouverte d'un lambris peint en bleu.

#### Décor et mobilier
La chapelle abrite des ex-voto, dont plusieurs du XIXe siècle, offerts par les marins de retour de pêche, et une maquette de procession d'une goélette de 2005.
- Le Naufrage de La Perle, huile sur toile[4].
- Bannière de Notre-Dame de la Garde, 1888.
- La bannière des naufragés.
- Cinq dioramas de navires terre-neuviers.
- Tableaux des XVIIIe et XIXe siècles.

### Visites
- Pardon : tous les ans, le 3e dimanche de juillet dans la tradition des années 1900.
- Journée du Patrimoine de pays, en juin.
- Journées européennes du patrimoine, en septembre.
- Juillet, août, septembre, tous les mardis et jeudis de 16h30 à 18h30.
- Le reste de l'année sur réservation auprès des Amis de la chapelle de Kertugal.